# Professor Layton
Professor Layton (レイトン教授 Reiton-kyōju?) är en pusseldatorspelsserie till Nintendo DS, Nintendo 3DS och vissa mobiltelefoner, och utvecklas av Level-5. Huvudserien består av fem datorspel och en film, och ytterligare två spel och två filmer planeras släppas. 
De första tre spelen i serien handlar om arkeologen Hershel Layton och hans assistent Luke Tritons äventyr tillsammans. De följande tre spelen utspelar sig innan de tre första, och handlar om Layton och Lukes "ursprungliga" äventyr. Än så länge har bara den första trilogin samt de två första spelen i den andra släppts utanför Japan, men enligt Level-5 ska alla spelen översättas och släppas internationellt.
Utöver detta finns två mobilspel, Professor Layton and the Mansion of the Deathly Mirror, och Professor Layton Royale. Ett spin-offspel kallat Layton Brothers: Mystery Room, som handlar om Laytons son Alphendi, släpptes till IOS 2012, och Professor Layton vs. Phoenix Wright: Ace Attorney, en crossover med Ace Attorney, släpptes till Nintendo 3DS i slutet av 2012.
Varje titel i serien baseras på ett antal logiska pussel och mysterier som innevånare i de städer som Layton besöker ger honom. Det är inte nödvändigt att lösa alla spelets pussel för att kunna komma vidare i handlingen, med undantag för vissa specifika pussel som är direkt kopplade till berättelsen, och vissa tidpunkter i spelet då man måste ha löst ett visst antal pussel för att kunna fortsätta.
Serien har kommit att bli en av de bäst säljande Nintendo DS-exklusiva serierna; Vid oktober 2010 hade det sålts totalt tio miljoner spel genom seriens gång.

## Spel i serien
| Konsol        | Japansk titel                        | PAL-titel                                                     | Amerikansk titel                                              | JP-utgivning            | EU-utgivning                               | NA-utgivning                               | AU-utgivning      |
| ------------- | ------------------------------------ | ------------------------------------------------------------- | ------------------------------------------------------------- | ----------------------- | ------------------------------------------ | ------------------------------------------ | ----------------- |
| NDS           | レイトン教授と不思議な町             | Professor Layton and the Curious Village                      | Professor Layton and the Curious Village                      | 15 februari 2007        | 7 november 2008                            | 10 februari 2008                           | 10 april 2008     |
| NDS           | レイトン教授と悪魔の箱               | Professor Layton and Pandora's Box                            | Professor Layton and the Diabolical Box                       | 29 november 2007        | 24 augusti 2009                            | 25 september 2009                          | 24 september 2009 |
| Mob.          | レイトン教授と死鏡の館               | Professor Layton and the Mansion of the Deathly Mirror        | Professor Layton and the Mansion of the Deathly Mirror        | 10 oktober 2008         | TBA                                        | TBA                                        | TBA               |
| NDS           | レイトン教授と最後の時間旅行         | Professor Layton and the Lost Future                          | Professor Layton and the Unwound Future                       | 27 november 2008        | 12 september 2010                          | 22 oktober 2010                            | 21 oktober 2010   |
| NDS           | レイトン教授と魔神の笛               | Professor Layton and the Spectre's Call*                      | Professor Layton and the Last Specter                         | 26 november 2009        | 25 november 2011                           | 17 oktober 2011                            | 1 december 2011   |
| 3DS           | レイトン教授と奇跡の仮面             | Professor Layton and the Miracle Mask                         | Professor Layton and the Miracle Mask                         | 26 februari 2011        | 26 oktober 2012                            | 28 oktober 2012                            | 27 oktober 2012   |
| Mob.          | レイトン教授ロワイヤル               | Professor Layton Royale                                       | Professor Layton Royale                                       | 1 november 2011         | TBA                                        | TBA                                        | TBA               |
| IOS/And.      | レイトン教授と世紀の七怪盗           | Professor Layton and the Seven Phantom Thieves of the Century | Professor Layton and the Seven Phantom Thieves of the Century | 14 november 2012        | TBA                                        | TBA                                        | TBA               |
| IOS/And.      | レイトンブラザーズ・ミステリールーム | Layton Brothers: Mystery Room                                 | Layton Brothers: Mystery Room                                 | 21 september 2012 (iOS) | 27 juni 2013 (iOS) 5 september 2013 (And.) | 27 juni 2013 (iOS) 5 september 2013 (And.) | TBA               |
| 3DS           | レイトン教授 VS 逆転裁判             | Professor Layton vs. Phoenix Wright: Ace Attorney             | Professor Layton vs. Phoenix Wright: Ace Attorney             | 29 november 2012        | 28 mars 2014                               | 29 augusti 2014                            | 29 mars 2014      |
| 3DS           | レイトン教授と超文明Aの遺産          | Professor Layton and the Azran Legacy                         | Professor Layton and the Azran Legacy                         | 28 februari 2013        | 8 november 2013                            | 28 februari 2014                           | 9 november 2013   |
| IOS/And. /3DS | レイトンセブン                       | Layton's Mystery Journey                                      | Layton's Mystery Journey                                      | 2017                    | 2017                                       | 2017                                       | 2017              |
| Switch        | レイトン教授と蒸気の新世界           | Professor Layton and the New World of Steam                   | Professor Layton and the New World of Steam                   | TBA                     | TBA                                        | TBA                                        | TBA               |

*I Australien känt som Professor Layton and the Last Specter.